# AMC AMX III
El AMC AMX/3 (ortografía alternativa: AMX III) es un coche deportivo con motor central producido por el fabricante de automóviles estadounidense American Motors Corporation (AMC), que fue presentado en marzo de 1970 y que iba a ser construido en serie en Alemania por Karmann a partir de 1971. Con este coche, AMC quería contrarrestar con un competidor al De Tomaso Pantera, con una configuración similar. El diseño de la carrocería y la transmisión procedían de AMC, mientras que el chasis y la suspensión se desarrollaron en Europa. El diseño se atribuye generalmente a Giotto Bizzarrini. Sin embargo, solo los componentes individuales, como la suspensión, proceden de él. Además de Bizzarrini, Italdesign, Autocostruzioni S.D. y BMW también participaron en el desarrollo. Poco después de la presentación, AMC abandonó el proyecto sin dar ninguna razón, después de que se hubieran creado alrededor de media docena de coches. Varios intentos de revivir el diseño sin la participación de AMC bajo la marca Bizzarrini -incluso como Bizzarrini Sciabola- no tuvieron éxito. Un chasis AMX/3 constituyó la base técnica del prototipo Iso Varedo en 1972.

## Historia

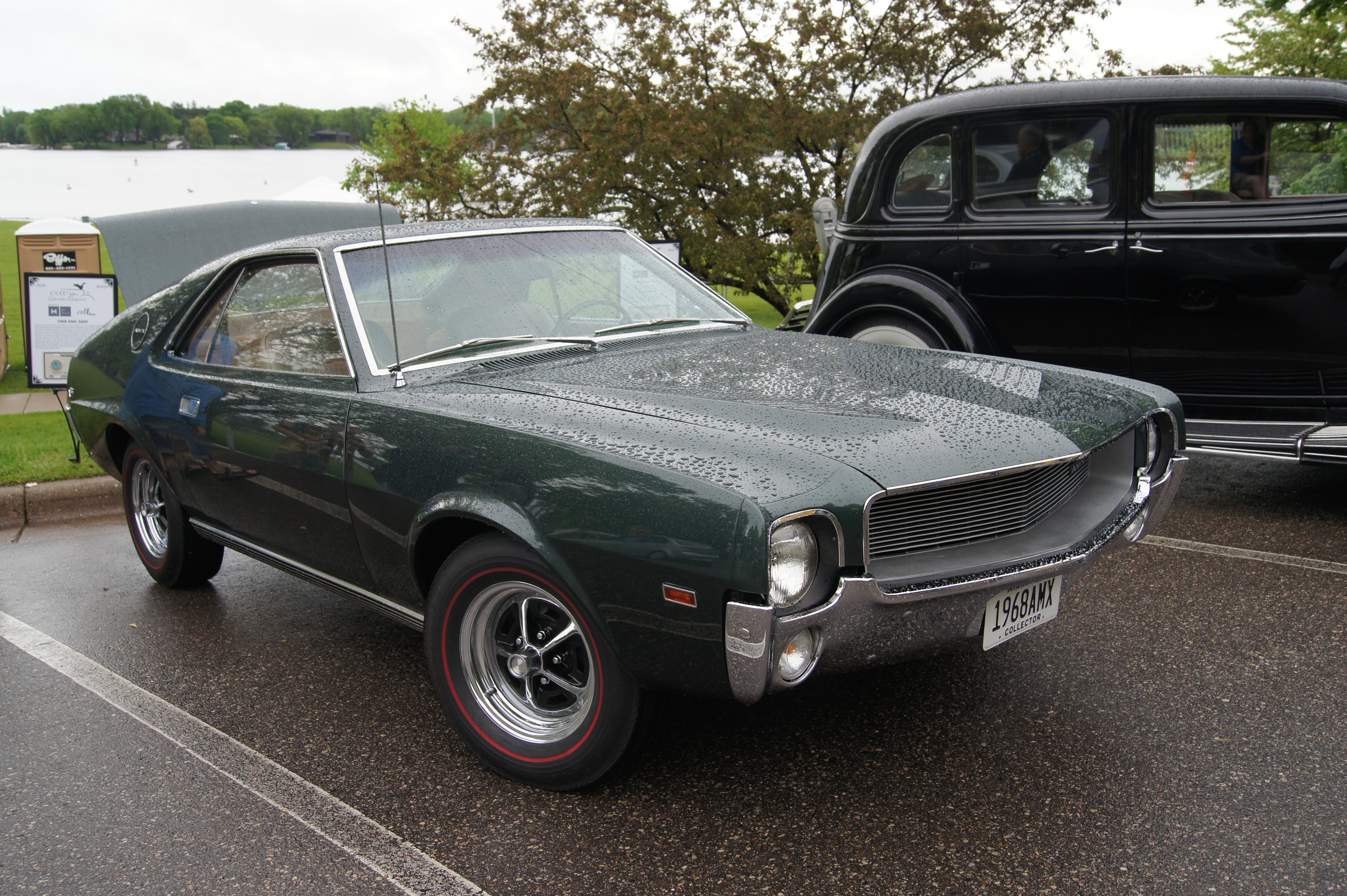
Primera serie del AMX (1968-1970)

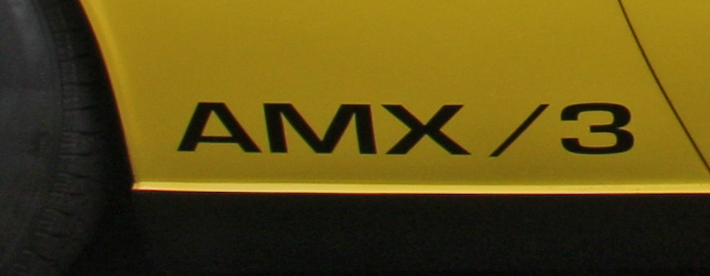
Rotulado usual

El AMX/3 se creó como respuesta a la crisis económica de American Motors. Siendo la más pequeña de las cuatro grandes empresas automovilísticas estadounidenses, AMC había sufrido importantes pérdidas en la primera mitad de los años 60, lo que se explicaba principalmente por una gama de modelos técnicamente poco exigente y a menudo percibida como anodina. Hacia el final de la década, AMC intentó atraer a los compradores más jóvenes con variantes deportivas de modelos de volumen, pero no tuvo mucho éxito. El Javelin, introducido para el año 1968, llegó tres años tarde en comparación con la competencia. El AMX, derivado del Javelin, un coche de dos plazas con portón trasero, tuvo buena prensa como muscle car inicial, pero se vendió mucho peor de lo esperado, posiblemente debido a la excesiva proximidad estilística con los modelos estándar de AMC.
Con el fin de dar una imagen deportiva a la marca AMC, desde 1967 la dirección perseguía el objetivo de añadir a la gama de modelos un coche deportivo de altas prestaciones con motor central. Esto fue provocado principalmente por los éxitos en las carreras de automóviles del Ford GT40, que Ford supo utilizar para la publicidad y que también había impulsado a la marca GM Chevrolet a desarrollar el concept car Astro II. 9] En la primavera de 1968, AMC mostró inicialmente el AMX/2, con influencias estilísticas de De Tomaso Mangusta, que era puramente un coche de exhibición y no tenía perspectivas de producción en serie. Este diseño se desarrolló posteriormente en el AMX/3, que ya era un diseño casi de producción.

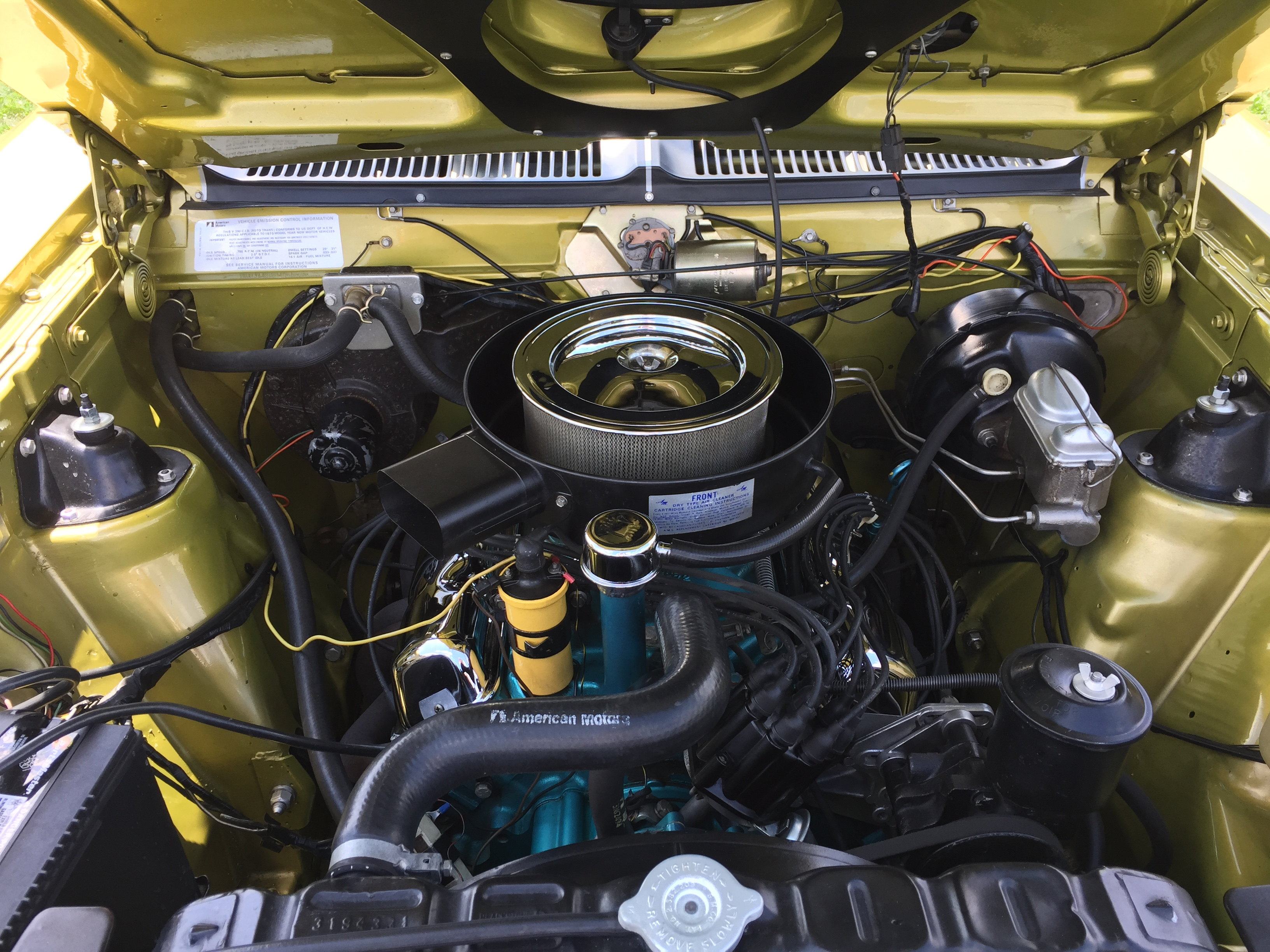
Motor AMC "Machine" de 8 cilindros y 6.4-litros

En otoño de 1968, se tomó la decisión de producir el AMX/3 en serie. Su principal rival iba a ser el De Tomaso Pantera, que todavía estaba en desarrollo en ese momento, del que ya estaba claro que Ford lo distribuiría en Estados Unidos a través de su red de concesionarios.
Una vez completados varios prototipos, AMC mandó hacer fotos promocionales en marzo de 1970 frente al Coliseo de Roma. AMC presentó el coche a la prensa italiana en Roma el 23 de marzo de 1970 y a la americana en Nueva York el 4 de abril de 1970. Ambas fechas fueron un día antes de la presentación local del De Tomaso Pantera. A partir del 5 de abril de 1970, el AMX/3 se exhibió finalmente en el Salón del Automóvil de Nueva York, donde también debutó el Pantera. Como apoyo, Giotto Bizzarrini dio algunas vueltas de demostración en el Michigan Speedway. Sin embargo, un poco más tarde -según la fuente a finales de abril o en el verano de 1970[17]- AMC abandonó sorprendentemente el AMX/3. No se dieron las razones del cese. Para entonces, AMC había invertido unos 2 millones de dólares en el proyecto.

## Influencias del AMX/3 en modelos posteriores de AMC

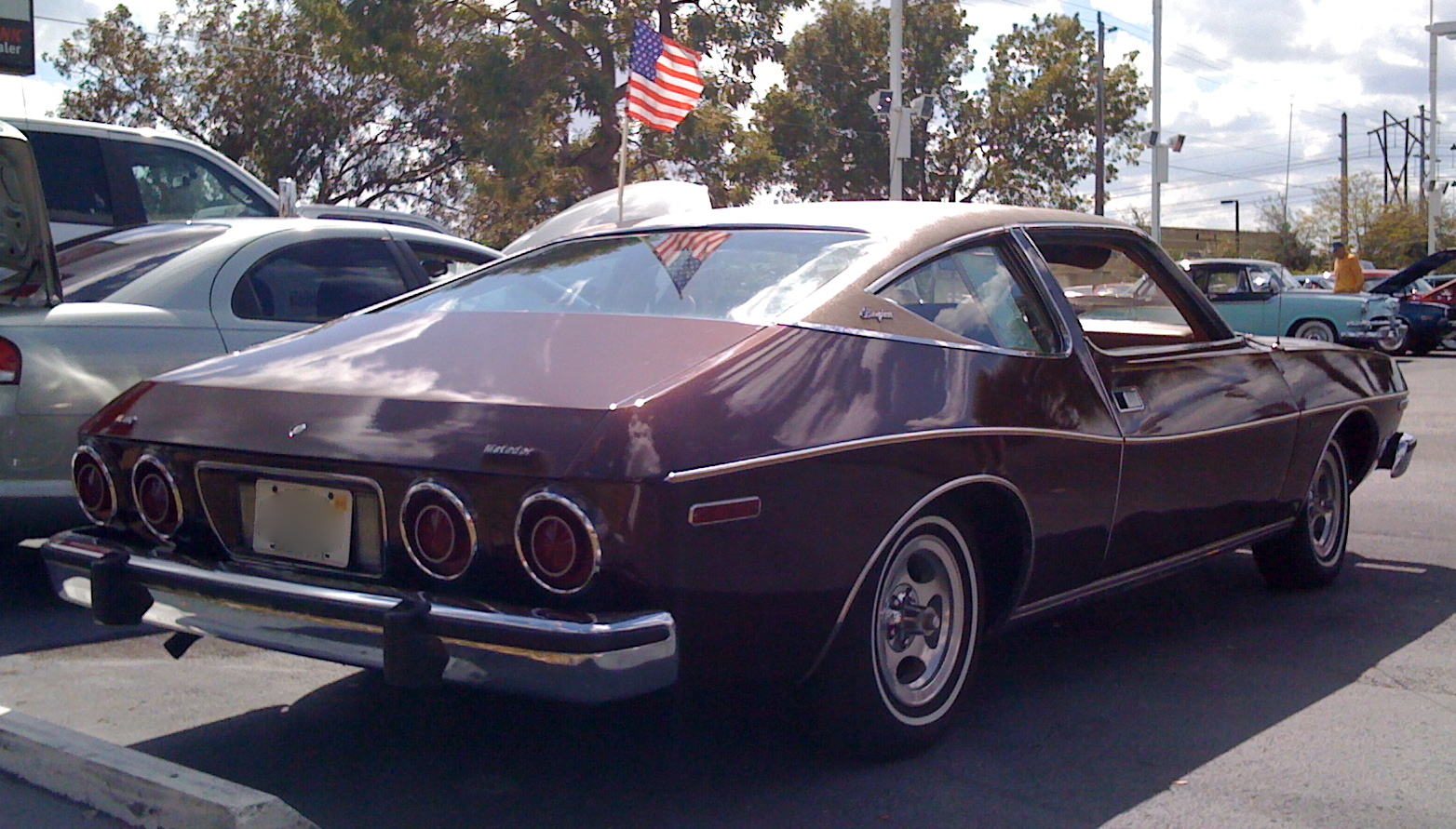
AMC Matador cupé de 1976

Las líneas del AMX/3 influyeron en el diseño de algunos de los modelos de producción posteriores de AMC. Esto es especialmente cierto en lo que respecta al distintivo barrido de la cadera en las aletas traseras.
Para el modelo de 1973, AMC introdujo por primera vez la versión de tres puertas del modelo compacto Hornet, cuyas aletas traseras citaban el perfil de la cadera del AMX/3 en una forma atenuada. Las ventanillas laterales traseras se estrechan hasta un punto. En otoño de 1973, debutó la segunda edición del Matador Cupé. Diseñado bajo la dirección de Richard Teague, el cupé con portón trasero tiene líneas inspiradas en el AMX/3 en las aletas traseras, que se muestran más ampliamente que en el Hornet. También son comparables las ventanillas laterales traseras, que también eran cónicas en el diseño original, pero que en años posteriores se cubrieron con una funda de vinilo en algunas versiones. La revista estadounidense Car and Driver premió al Matador cupé en noviembre de 1973 como el coche mejor diseñado del año modelo 1974.

## Valoraciones
Aunque el AMX/3 no llegó a la fase de producción en serie, hoy en día no se considera un fracaso. Muchos -incluido el propio Richard Teague- consideran el AMX/3 el mejor diseño queTeague realizó en AMC. Por su parte, Giotto Bizzarrini cree que el AMX/3 es su mejor diseño. En algunos sectores, se ha sugerido que la producción en masa del AMX/3 podría haber traído a AMC muchos nuevos clientes y posiblemente haber salvado la corporación. En 2017, Thomas Glatch de SportsCarMarket diría:
"This car was a milestone. It was born out of a unique project that brought together some of the brightest minds in the automotive world of the late 1960s and 1970s" ("Este coche fue un hito. Nació de un proyecto único que reunió a algunas de las mentes más brillantes del mundo del automóvil de finales de los años 60 y 70.")

## Imágenes
|  |  |

|  |  |  |